# Pleurobranchida
Pleurobranchida is een orde van weekdieren uit de klasse van de Gastropoda (slakken).

## Superfamilie
- Pleurobranchoidea Gray, 1827